# Juntersdorfer Mühle
Die Juntersdorfer Mühle war eine Wassermühle, die zwischen Juntersdorf (bei Tranchot Jungersdorf genannt), einem Stadtteil von Zülpich im Kreis Euskirchen, und Embken lag.
Die Mahlmühle bekam ihr Wasser vom Neffelbach. Sie hatte zwei Mahlgänge im Wechselwerk und ein oberschlächtiges Wasserrad.
Im Jahre 1808 wurde die Getreidemühle erstmals erwähnt, und zwar wurde als Pächter Johann Brandenberg aus Juntersdorf genannt. Nachfolger war die Witwe Konen. 1920 erwarb Graf Berghe von Trips, Burg Hemmersbach, das Anwesen. 1929/30 wurde die Mühle von Bernhard Schumacher gekauft. 1957 hatte die Mühle einen Schrotgang und einen Mahlgang.